# Isobel Waller-Bridge
Isobel Noeline Waller-Bridge (Londen, 23 april 1984) is een Britse componiste, vooral bekend om haar composities voor film, televisie en theater. Daarnaast is ze ook bekend om haar werken voor elektronische muziek en hedendaagse klassieke muziek. 

## Carrière
Waller-Bridge behaalde haar bachelordiploma in muziek aan de Universiteit van Edinburgh en een masterdiploma aan King's College London. Ze ontving een studiebeurs van de Royal Academy of Music, waar ze vervolgens ook een diploma ontving. 
Waller-Bridge componeerde de soundtrack voor de BBC-komedie-dramaserie Fleabag (2016–2019). Deze serie werd geschreven door haar zus, Phoebe Waller-Bridge.  Ook schreef ze de score voor de speelfilms Vita en Virginia (2018) en Emma (2020).   In 2021 componeerde ze Netflix's München: The Edge of War,  uitgebracht door Milan Records, een label van Sony Music Entertainment, en ook componeerde ze voor de film The Phantom of the Open. 
Waller-Bridge is ook een muzikant en heeft gespeeld op verschillende locaties zoals het St James Theatre en Union Chapel. In 2016 verscheen muziek van haar op albums van de IJslandse componisten Ólafur Arnalds en Jóhann Jóhannsson. In 2021 kreeg ze van het Philharmonia Orchestra de opdracht om muziek te schrijven voor hun Human/Nature-serie. Haar stuk Temperatures ging in november 2021 in première, onder leiding van Pekka Kuusisto, in de Royal Festival Hall. In 2020 kreeg ze van Sarah Burton de opdracht om voor de lente/zomer 2020-collectie van Alexander McQueen te componeren tijdens Paris Fashion Week. In 2021 werkte ze samen met balletdanseres en actrice Francesca Hayward om haar dansfilm Siren van muziek te voorzien.
Qua theaterstukken werkte Waller-Bridge aan Florian Zellers The Son (West End) en The Forest (Hampstead Theatre), Woyzeck, bewerkt door Jack Thorne (Old Vic),  Blood Wedding (Young Vic), en Messen in Hens (Donmar Warehouse).
In juni 2022 werd aangekondigd dat Waller-Bridge een originele soundtrack zou leveren voor een korte animatiefilm van The Boy, The Mole, The Fox And The Horse, die tijdens Kerstmis 2022 werd uitgezonden op BBC One en BBC iPlayer 

## Privéleven
Isobel is dochter van Theresa Mary Waller-Bridge (geboren Clerke) en Michael Cyprian Waller-Bridge. Haar vader richtte het elektronische handelsplatform Tradepoint op en haar moeder werkt voor de Worshipful Company of Ironmongers. 
De familie Waller-Bridge was landadel uit Cuckfield (Sussex).  Aan vaders kant is ze een afstammeling van Sir Egerton Leigh, 2de Baronet en een verre verwant van politicus en auteur Egerton Leigh. Haar grootvader aan moederskant was Sir John Edward Longueville Clerke, 12e baron uit Hitcham, Buckinghamshire.
Waller-Bridge heeft twee jongere broers en zussen: Jasper Waller-Bridge en Phoebe Waller-Bridge. 

## Werken
- Music for Strings (2013) [22]

### Televisie
- Life (documentaireserie uit 2002, vier afleveringen)
- Oorlog en vrede (tv-serie uit 2016)
- Fleabag (2016-2019) [3]
- Vanity Fair (tv-serie uit 2018) [3]
- The Split (tv-serie uit 2018) [2]
- The ABC Murders (tv-serie uit 2018) [23]
- Black Mirror (2019, aflevering " Rachel, Jack en Ashley Too ")
- The Way Down (2021)
- Roar (2022)

### Films
- Vita and Virginia (2018)
- Emma (2020)
- Munich - The Edge of War (2021)
- The Phantom of the Open (2021)
- I Came By (2022)
- De jongen, de mol, de vos en het paard (2022; korte film)
- The Lesson (2023)
- Magpie (2024)